# 리프카 로데이전
리프카 로데이전(Rifka Lodeizen, 1972년 10월 16일 ~ )은 네덜란드의 배우이다. 2009년 황금송아지상 영화 부문 여우주연상 수상자이다.

## 출연 작품
- 메시 앤 모드 (2017)
- 디서피어런스 (2017)
- 토니오 (2016)
- 역사의 미래 (2016)
- 헷 리벤 볼겐스 니노 (2014)
- 에프터 더 톤 (2014)
- 소년들 (2014)
- 토니는 열살 (2012)
- 헤멜 (2012)
- 아빠 구출 대작전 (2011)
- 원더 온스 (2011)
- 캔 고 스루 스킨 (2009)
- 나디네 (2007)
- 시몬 (2004)
- 친구를 빌려줍니다 (2000)
- 베이스트 온 더 노벌 (1999)
- 바빌론 (1998)
- 14번째 아가씨 (1998)